# Goytacaz Futebol Clube
Il Goytacaz Futebol Clube, noto anche semplicemente come Goytacaz, è una società calcistica brasiliana con sede nella città di Campos dos Goytacazes, nello stato di Rio de Janeiro.

## Storia
Il Goytacaz Futebol Clube è stato fondato il 20 agosto 1912.
Nel 1964, il Goytacaz ha partecipato al Campeonato Brasileiro Série A per la prima volta. Il club ha terminato al 21º posto.
Nel 1967 e nel 1968, il club ha partecipato di nuovo al Campeonato Brasileiro Série A, terminando al 9º posto. È stata la miglior prestazione del club in questa competizione.
Nel 1979, il Goytacaz ha partecipato per l'ultima volta al Campeonato Brasileiro Série A. Il club ha terminato al 33º posto.
Nel 1985, il club ha terminato al secondo posto nella finale a tre del Campeonato Brasileiro Série B, dietro alla Tuna Luso e davanti al Figueirense.

## Palmarès

### Competizioni statali
- Campionato Fluminense: 5

1955, 1963, 1966, 1967, 1978
- Campeonato Carioca Série B: 2

1982, 2017
- Campeonato Carioca Série B1: 1

2011

### Altri piazzamenti
- Campeonato Brasileiro Série B:

Secondo posto: 1985